# 64553 Сегорбе
64553 Сегорбе (64553 Segorbe) — астероїд головного поясу, відкритий 24 листопада 2001 року.
Тіссеранів параметр щодо Юпітера — 3,537.
Назва від Сегорбе, Согорб (ісп. Segorbe (офіційна назва), валенс. Sogorb) — муніципалітету в Іспанії, у складі автономної спільноти Валенсія, у провінції Кастельйон.